# Дитяча хірургія
Дитяча хірургія (інколи, педіатрична хірургія) — це спеціалізація хірургії, що включає хірургію плодів, немовлят, дітей, підлітків і молодих людей.

## Історія
Дитяча хірургія виникла в середині 1879 р., оскільки хірургічне лікування вроджених вад вимагало нових технік та новітніх методів, і стало частіше здійснюватись у дитячих лікарнях. Одним із закладів цього нововведення стала Дитяча Лікарня Філадельфії. Починаючи з 1940-х років під хірургічним керівництвом К. Еверетта Купа, нові методи ендотрахеальної анестезії немовлят дозволили хірургічно лікувати вроджені вади, які раніше не піддавалися лікуванню. До закінчення 1970-х років рівень дитячої смертності від кількох основних синдромів вроджених вад розвитку знизився майже до нуля.

## Спеціальності
Підспеціальності самої дитячої хірургії включають: неонатальну хірургію та хірургію плода.
Інші галузі хірургії також мають власні педіатричні спеціальності, які вимагають подальшого навчання під час ординатури та в стипендії: педіатрична кардіоторакальна (хірургія на серці та/або легенях дитини, включно з трансплантацією серця та/або легень), дитяча нефрологічна хірургія (хірургія на нирках і сечоводах дитини, в тому числі при трансплантації нирки або нирок), дитяча нейрохірургія (операції на головному мозку, центральній нервовій системі, спинному мозку та периферичних нервах дитини), дитяча урологічна хірургія (інколи дитяча урологія, — операції на сечовому міхурі дитини та інших структурах нижче нирки, необхідних для еякуляції), невідкладна педіатрична хірургія, операція на плодах або ембріонах (перекривається з акушерською/гінекологічною хірургією, неонатологією та медициною матері та плода), хірургія підліткового віку або молодих людей, педіатрична гепатологія (печінка) та шлунково-кишкова (шлунок і кишка) хірургія (включно з трансплантацією печінки та кишка у дітей), дитяча ортопедична хірургія (хірургія на м'язах і кістках у дітей), дитяча пластична та реконструктивна хірургія (наприклад, при опіках або вроджених дефектах, таких як розщеплення піднебіння, що не стосується основних органів), дитяча хірургічна стоматологія, дитяча онкологічна хірургія (дитячий рак).

## Умови
Поширені педіатричні захворювання, які можуть потребувати педіатричного хірургічного лікування, включають:
- Вроджені вади розвитку: лімфангіома, ущелина губи та піднебіння, атрезія стравоходу та трахео-стравохідна нориця, гіпертрофічний стеноз пілоричного відділу, атрезія кишечнику, некротичний ентероколіт, меконієві пробки, хвороба Гіршпрунга, вади розвитку аноректальної кишки, неопущені яєчка (крипторхізм), мальротація кишечнику, атрезія жовчовивідних шляхів, обструкція міхово-сечовідного з'єднання
- Дефекти черевної стінки: омфалоцеле, гастрошизис, грижі
- Деформації грудної стінки: Pectus Excavatum
- Пухлини дитячого віку: такі як нейробластома, пухлина Вільмса, рабдоміосаркома, ATRT, пухлини печінки, тератоми, пухлини нирок
- Розділення зрощених близнюків
- Порушення статевого розвитку

## Див. Пов'язані синдроми
- Асоціація VACTERL (VACTERL association, Синдром VACTERL)
- Синдром Аперта
- Синдром CHARGER
- Синдром Курраріно (Currarino syndrome)
- П'єр Робін Послідовність (Pierre Robin sequence)
- Синдром «чорносливого живота» (Prune belly syndrome)

## Визначні постаті
- Вільям Е. Ледд[en] — відомий як батько дитячої хірургії.
- Льюїс Шпіц[en] — почесний професор дитячої хірургії Наффілд. Шпіц був нагороджений золотою медаллю Деніса Брауна, медаллю Ребейна та американською медаллю Ледда.
- Роберт Едвард Гросс — президент Американської асоціації торакальної хірургії, член Національної академії наук і член Американської академії мистецтв і наук . Він також був нагороджений золотою медаллю Деніса Брауна[en] та американською медаллю Ледда за внесок у дослідження дитячої хірургії.
- Моріо Касаї[en] — айбільш відомий завдяки процедурі, яка отримала його ім'я. Він отримав медаль Вільяма Е. Ледда від Американської академії педіатрії, золоту медаль Деніса Брауна від Британської асоціації дитячих хірургів і премію Асахі від національної газети, відомої як Asahi Shimbun.

## Асоціації дитячої хірургії
- Всесвітня федерація асоціацій дитячих хірургів: WOFAPS
- Американська асоціація дитячої хірургії: APSA
- Британська асоціація дитячих хірургів: BAPS
- Німецька асоціація дитячих хірургів: Deutsche Gesellschaft für Kinderchirurgie (DKH)[4]
- Панафриканська дитяча хірургічна асоціація: PAPSA
- Українська Асоціація Дитячих Хірургів України
- ВСЕУКРАЇНСЬКА АСОЦІАЦІЯ ДИТЯЧИХ ХІРУРГІВ: ВАДХ[5][6]